# Diocèse d'Embu

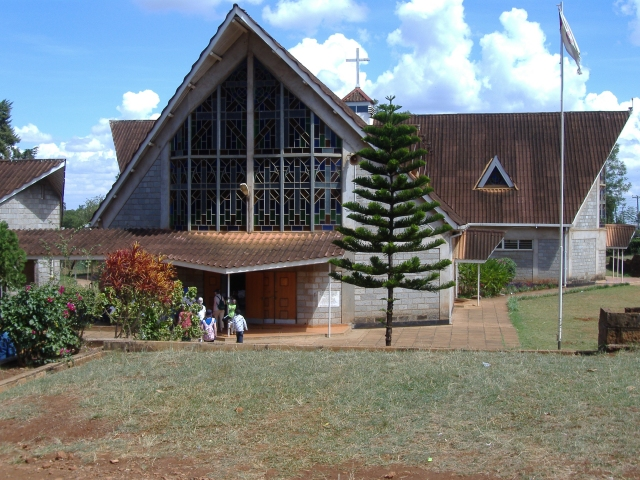
Cathédrale Saint Paul à Embu

Le diocèse d'Embu (en latin : Dioecesis Embuensis) est un diocèse de l'Église catholique au Kenya, suffragant de l'archidiocèse de Nyeri. Son siège est à Embu. En 2016 il comptait 405 996 baptisés sur 668 095 habitants. Il est dirigé par Mgr Paul Kariuki. 

## Territoire
Le diocèse comprend les districts d'Embu et de Mbeere dans la province orientale du Kenya. 
Le siège épiscopal est la ville d'Embu, où se trouve la cathédrale Saint Pierre et Paul. 
Le diocèse est divisé en 21 paroisses. 

## Histoire
Le diocèse est érigé le 9 juin 1986 avec la bulle pontificale Quoniam Nostrum du pape Jean-Paul II, à partir de territoires du diocèse de Meru. Il était à l'origine suffragant de l'archidiocèse de Nairobi. 
Le 21 mai 1990, il rejoint la province ecclésiastique de l'archidiocèse de Nyeri.

## Chronologie des évêques
- John Njue (9 juin 1986 - 9 mars 2002)
- Anthony Muheria (30 octobre 2003 - 28 juin 2008)
- Paul Kariuki Njiru, depuis le 9 mai 2009

## Statistiques
| année | population | population | population | prêtres | prêtres   | prêtres   | prêtres             | diacres | religieux | religieux | paroisses |
| année | baptisés   | total      | %          | nombre  | séculiers | réguliers | baptisés par prêtre | diacres | moines    | moniales  | paroisses |
| ----- | ---------- | ---------- | ---------- | ------- | --------- | --------- | ------------------- | ------- | --------- | --------- | --------- |
| 1990  | 114 959    | 404 999    | 28,4       | 31      | 22        | 9         | 3 708               |         | 10        | 54        | 12        |
| 1997  | 164 868    | 496 293    | 33,2       | 33      | 22        | 11        | 4 996               |         | 13        | 83        | 14        |
| 2001  | 167 983    | 489 737    | 34,3       | 42      | 32        | 10        | 3 999               |         | 73        | 89        | 15        |
| 2003  | 300 000    | 500 000    | 60,0       | 62      | 52        | 10        | 4 838               |         | 15        | 76        | 16        |
| 2004  | 303 877    | 520 000    | 58,4       | 51      | 38        | 13        | 5 958               |         | 17        | 99        | 16        |
| 2006  | 328 000    | 542 000    | 60,5       | 55      | 47        | 8         | 5 963               |         | 11        | 92        | 16        |
| 2013  | 379 000    | 624 000    | 60,7       | 68      | 59        | 9         | 5 573               |         | 11        | 74        | 18        |
| 2016  | 405 996    | 668 095    | 60,8       | 70      | 60        | 10        | 5 799               |         | 11        | 83        | 21        |